# Jurgen Mattheij
Jurgen Mattheij (1º aprile 1993) è un calciatore olandese, difensore dell'Excelsior.

## Carriera
Nella stagione 2011-2012 gioca 11 partite in Eredivisie con l'Excelsior. Resta nella rosa anche nei successivi due anni in seconda divisione, per poi tornare nella prima divisione del campionato al termine della stagione 2013-2014. Il 14 giugno 2019 firma un contratto annuale con lo Sparta Rotterdam.

## Palmarès

### Competizioni nazionali
- Coppa di Bulgaria: 1

CSKA Sofia: 2020-2021